# Traina
La traina è una tecnica di pesca sportiva in barca che consiste nel navigare trainando, con l'utilizzo di apposite canne o con la lenza alla mano, degli artificiali o del pesce vivo.Si distingue ulteriormente in traina costiera e traina d'altura.

## Tecniche

### Traina d'altura
La pesca d’altura ha come obiettivo grandi pelagici, come l’alalunga e l’aguglia imperiale, ma anche tonni rossi, pesci spada, alletterati e lampughe. La prima specie, tuttavia, è quella più ricercata, perché si rivela la più divertente da catturare. Come visto, comunque, si tratta di specie dal peso medio compreso fra 10 e 12 chilogrammi, ma che possono arrivare anche a superare gli 80 chilogrammi. Pertanto, per resistere anche alle specie che sprigionano maggiore potenza, l’attrezzatura per la traina d’altura sarà commisurata in libraggio e in qualità. 
In particolare, le canne da pesca a traina d’altura potranno essere 20/30 lbs per i neofiti della tecnica. I più esperti, invece, potranno usare anche canne per l'altura che superano le 50lbs. 
Per quanto riguarda i mulinelli, invece, questi dovranno essere sufficienti a contenere diverse centinaia di metri di lenza. Questa, in particolare, dovrà essere in nylon con carico di rottura compreso fra 30 e 150 lbs. I terminali, vista la potenza delle prede, possono arrivare anche a spessori dello 1,10mm.

### Traina costiera
Come dice il nome, la traina costiera è una tecnica che viene praticata in vicinanza della costa per la cattura di alcune specie che abitano regolarmente questa fascia di mare o che, in determinate stagioni, si avvicinano alla costa per la riproduzione o la ricerca di cibo. Nota anche con il nome di “Piccola Traina”, a causa della piccola taglia delle prede più comuni, è sicuramente la prima esperienza di traina per il neofita, soprattutto per la facilità di disporre di un’imbarcazione adatta a questo tipo di pesca. Comunque è una tecnica che può dare molte soddisfazione sia insidiando le Spigole costiere che nei momenti di passaggio dei pesci pelagici (Ricciole, Lampughe, Alalunghe, ecc.).
Per questa tecnica di traina può andare bene qualsiasi imbarcazione, dalla canoa a remi, alla piccola lancia a motore. Sicuramente non sono adatte, invece, le grandi barche d’altura che si muoverebbero in maniera poco pratica tra scogli affioranti, windsurf e gommoni vari. Le dotazioni di base sono quindi minime, nel rispetto della legge, e senza particolari pretese. Sicuramente una postazione di guida centrale e con la possibilità di blocco del volante, possono risultare determinanti in caso ci si trovi da soli in barca e un bel pesce in canna.
Per la cattura di prede di piccola taglia possono andare bene anche le lenze a mano del Ø 0.60 con terminali del Ø 0.20/0.25. Più in generale è meglio utilizzare canne da bolentino con mulinelli a tamburo fisso caricati con Ø 0.35/0.45 e terminali del Ø 0.20/0.25 e una buona frizione graduale. L’ideale è una canna da traina in misto carbonio (da 12/16 lb.) con passafilo a rullino in punta e anelli passafilo in ceramica o titanio, mulinello a tamburo rotante, con frizione graduale e caricato con Ø 0.35/0.45 con terminali del Ø 0.20/0.25. Questo tipo di canna risulterà utile in caso di catture di Spigole o di piccole Ricciole. Completa l’attrezzatura un guadino a bocca larga, utilissimo per salpare le prede catturate. In caso si vada per Ricciole “serie” o si tenti il Dentice, l’attrezzatura deve essere adeguata con una canna da traina da 20/35 lb. con un mulinello proporzionato alla potenza della canna, un affondatore a palla e un buon raffio per salpare il pesce catturato.

## In Italia
In Italia, il periodo migliore per la traina costiera è nei mesi fra settembre e ottobre, quando è possibile imbattersi anche in alcuni esemplari di tonni stazionari

## Esche
Le esche utilizzabili in questa tecnica sono diverse e si adattano a differenti prede e situazioni. Vediamole in dettaglio:
Piume Semplici
Facili da costruirsi da soli, pratiche da usare e molto efficaci con alcune prede sono, tra le esche artificiali, una delle più utilizzate e trovano largo impiego nella traina costiera. Sono quasi sempre la scelta migliore per insidiare le Occhiate, le Aguglie, i Sugarelli e gli Sgombri. Devono essere sempre presenti in barca anche in settembre/ottobre quando si avvicinano alla costa anche i pelagici (Palamite, Lampughe, ecc.) che le gradiscono parecchio, soprattutto se con testina piombata, piume gialle e occhietti rossi. Il loro comportamento in acqua imita un piccolo avanotto e, per questo, deve lavorare molto in superficie, senza però “sciare”. Quindi devono essere usate senza zavorre e a velocità non elevate.
Cucchiaini
Anche i cucchiaini ondulanti dai 6 ai 15 cm. sono largamente impiegati con successo nella traina costiera per insidiare spigole, occhiate, sugarelli, sgombri, aguglie, ricciole di piccola taglia, palamite, ecc. Innumerevoli le forme e le opzioni per questo artificiale: martellati, a specchio, con o senza piumette, con più ancorette, smaltati e colorati. L’artificiale in questione imita un pesciolino in difficoltà, con un movimento non lineare.
Minnows
Questo artificiale, chiamato impropriamente “Rapala”, è un artificiale che riproduce più o meno fantasiosamente, un pesciolino-esca che con il suo nuoto oscillante e le sue vibrazioni attrae non poco i predatori. Indicato per prede più importanti come Spigole, Serra, Ricciola e Dentice, può pescare a diverse profondità, partendo da qualche decina di cm. dalla superficie a diverse decine di metri. Comunque, come per l’ondulante, deve essere sempre zavorrato con un piombo (meglio se “guardiano”) ad una decina di metri dall’artificiale.